# 书法大帆船
《书法大帆船》（英語：Calligraphic Galleon）是18世纪中叶的伊斯兰书法作品。这件作品由奥斯曼帝国的一位书法家创作，描绘了一艘奥斯曼帝国海军的帆船。这艘船上刻着以弗所之七圣童的名字，这是一群受亚伯拉罕诸教上帝保护之人。他们可能会给予这艘船祝福和保护。此作品现由大都會藝術博物館收藏。

## 背景
书法在伊斯兰世界有着悠久且富有传奇色彩的历史。虽然这种艺术形式最常见于书写或刻印，也有一些个人艺术品完全采用书法来创作。这些作品被称为“圖象詩”，它们呈现出各式主题，当中的一个主题是船只。船舶的圖象詩在奥斯曼帝国是特别受欢迎的。一些圖象詩在蘇非主義实践者中有着神秘的重要性，它们会被展示在仪式场合中。另一种类似的艺术形式——图画文字在波斯也十分流行。

## 内容
《书法大帆船》是用掺金墨水在纸上绘成的。其中心部分是一艘大型风帆战舰，在航海时代被西班牙帝国和葡萄牙帝国广泛使用。奥斯曼帝国海军经常在地中海遭遇西班牙的大型战舰，为了抵抗其威胁，也建造了许多自己的风帆战舰。因此，这幅作品很可能是为了纪念奥斯曼帝国海军新型战舰的服役而创作的。土耳其伊斯坦布尔的托普卡帕宫博物馆收藏了一幅类似的圖象詩，描绘了一艘17世纪的木桨船。
图象诗的作者在帆船上刻下了代表以弗所之七圣童故事的字符，他们被上帝保佑得以在洞穴中躲避羅馬帝國的迫害；有人认为，刻在船只上的这种文字可以保佑其不遇难，就像七圣童得到上帝的保佑一样。此外，奥斯曼海军也崇拜以弗所之七圣童，在帆船的船体和甲板上都可以看到他们的名字。